# Рейнхарт, Стэнли Эрик
Стэнли Эрик Райнхарт (англ. Stanley Eric Reinhart; 15 сентября 1893 — 1975) — генерал американской армии во время Второй мировой войны и военный губернатор Верхней Австрии в послевоенные годы.

## Биография
Родился и до 1911 года жил в Огайо. Работал учителем. В 1911—1916 годах учился в военной академии Вест-Пойнт, по окончании которой получил распределение в войска полевой артиллерии на базу Форт Блисс в Техасе.
В 1917 году был откомандирован во Францию в качестве адъютанта генерала Пэйтона Марча. Во Франции командовал артиллерийским подразделением и участвовал в боях за Буа де Белло. В качестве командира батальона участвовал во многих известных сражениях первой мировой войны. После окончания войны вернулся в США, преподавал в различных военных школах Америки.
После нападения японцев на Перл Харбор командовал 25 дивизионом, охранявшим побережье острова Оаху. 6 декабря 1942 года был откомандирован в район Гуадал Канал, где разворачивались ожесточенные сражения.
В 1943—1944 годах участвовал в создании 65 пехотной дивизии на базе Шелби в штате Миссури. Командовал переброской 65 пехотной дивизии в Европу и её воссоединением с третьей армией Джорджа Пэттонса. Командовал боевыми действиями на территории Германии и вместе со своей дивизией вошел в Австрию. Успешно воевал на территории Австрии, побеждая в Нейнкирхене, Оберурзеле, Бебре, Роттенбурге, Пассау и других городах. 65 дивизия совместно с третьей армией США захватили немецкий флот на Дунае и венгерский военно-речной флот, состоявший из 25 вооруженных кораблей и 400 транспортных средств.
По окончании войны был назначен военным губернатором Верхней Австрии со штаб-квартирой в городе Линце. 65 пехотная дивизия, а потом и 26 пехотная дивизия США были тогда расквартированы в городе Линце.
Осенью 1945 года находился на обследовании в госпитале и 30 сентября 1946 года оставил свой пост в Австрии, чтобы вернуться на родину для дальнейшего лечения.
За службу во второй мировой войне был награждён многими орденами и медалями американской армии, орденом Почетного легиона Франции, а также удостоен советского ордена «За Защиту Отечества». Является почетным членом Русской Гвардии.
16 октября 1945 года был награждён почетной грамотой Земли Верхняя Австрия за выдающиеся заслуги в деле восстановления хозяйства и культуры в тяжелое послевоенное время.
По сообщению газеты «Пассауе Ное Прессе» от 26 сентября 2009 года, Анна Росмус при поддержке австрийской организации мемориальной службы планирует организовать музей генерала Райнхарта, разместив его в доме, где родился Адольф Гитлер в Браунау-на-Инне. Этот музей должен стать частью проекта под названием «Дом Ответственности», предложенного в 2000 году Андреасом Майзлингером.